# Piptocephalis sphaerospora
Piptocephalis sphaerospora är en svampart som beskrevs av Tiegh. 1875. Piptocephalis sphaerospora ingår i släktet Piptocephalis och familjen Piptocephalidaceae.   Inga underarter finns listade i Catalogue of Life.